# Imre Csáky (Kardinal)

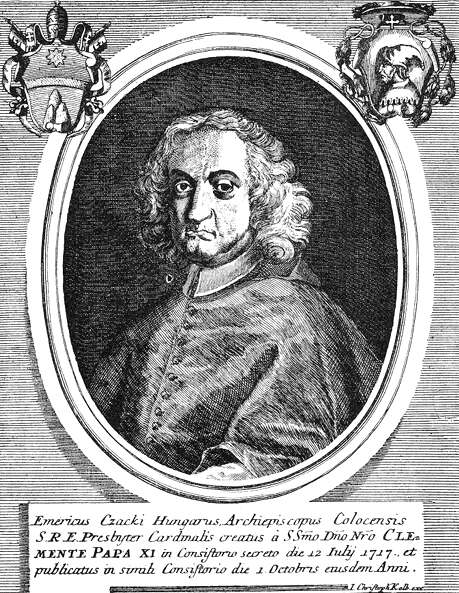
Imre Kardinal Csáky

Imre Graf Csáky de Körösszeg et Adorján (* 28. Oktober 1672 auf der Zipser Burg (ungarisch Szepesvár); † 28. August 1732 auf der Burg Skalca bei Nagyvárad) war ein Kardinal der Römischen Kirche. Sein Vorname wird auch als Emerico wiedergegeben.

## Leben

### Herkunft und frühe Jahre
Er war der Sohn des Grafen István Csáky und dessen zweiter Gemahlin Klára Melith. Er war der ältere Halbbruder von Nikolaus Csáky, dem späteren Erzbischof von Gran und Fürstprimas von Ungarn. Bereits als Kind für eine geistliche Laufbahn bestimmt, wurde er am 2. März 1682 Kommendatarabt von Kereki. Am 5. August desselben Jahres begann er seine Ausbildung bis 1688 am Jesuitenkolleg in Kaschau, die bis 1688 dauerte, danach besuchte er die Kapitelschule daselbst und schließlich das von Péter Pázmány in Wien begründete Collegium Pazmanianum, das er 1693 mit einem Doktorgrad in Philosophie abschloss. In demselben Jahr wurde er Kanoniker des Kathedralkapitels von Eger und empfing am 18. Dezember 1694 die Diakonenweihe. Weitere Studien führten ihn an das Collegium Germanico-Hungaricum in Rom, wo er am 5. September 1695 zum Doktor der Theologie promoviert wurde. Im Juni 1695 kehrte er nach Ungarn zurück.

## Kirchliche Laufbahn
Die Priesterweihe empfing Imre Csáky am 1. Mai 1696, danach war er als Priester in Kaschau tätig. Im Jahr 1699 findet er sich als Mitglied einer Kommission, die die Angelegenheiten der habsburgischen Länder regeln sollte, und reiste in dieser Angelegenheit nach Wien, am 30. Juni 1701 wurde er zum Ratgeber des Königs von Ungarn ernannt. Im Jahr darauf war er Vizekanzler des königlichen Hofes. Am 8. August 1702 wurde er Kanonikus des Metropolitankapitels von Esztergom und verließ das Kathedralkapitel von Eger wegen persönlicher Differenzen mit Dompropst András Petes.
Am 25. Juni 1703 wurde Imre Csáky zum Bischof von Nagyvárad (Großwardein) bestellt. Die Bischofsweihe spendete ihm am 5. August desselben Jahres der Erzbischof von Salzburg Franz Anton von Harrach zu Rorau. Imre Csáky nahm an der Preßburger Nationalversammlung von 1708 teil. 1710 wurde er Propst der Kollegiatkirche in Bratislava (Preßburg). Am 19. November 1714 wurde er schließlich Erzbischof von Kalocsa-Bács, behielt jedoch als Administrator die Bischofssitze Nagyvárad und Pozsony für einen Zeitraum von fünf Jahren, ferner war er Administrator des Bistums Eger. Papst Clemens XI. verlieh ihm am 4. Februar 1715 das Pallium.
In seine Amtszeit fällt die Grundsteinlegung für die heute noch bestehende Kathedrale von Kalocsa im italienischen Barockstil.
Papst Clemens XI. kreierte ihn im Konsistorium vom 12. Juli 1717 in pectore zum Kardinal, was am 1. Oktober 1717 publiziert wurde. 1718 unternahm er den Versuch, die Mineralquellen Ungarns zu katalogisieren. Imre Kardinal Csáky nahm am Konklave 1721 teil, das Papst Innozenz XIII. wählte. Am 16. Juni 1721 wurde ihm Sant’Eusebio als römische Titelkirche verliehen. Er nahm weder am Konklave 1724 mit der Wahl von Benedikt XIII. noch am Konklave 1730 mit der Wahl von Clemens XII. teil.

## Tod und Begräbnis
Imre Kardinal Csáky starb am 28. August 1732 auf Burg Skalca bei Nagyvárad, die er selbst hatte erbauen lassen, und wurde in der St.-Anna-Kirche der Piaristen in Debrecen beigesetzt.